# Franz von Uchatius
 (novembre 2009).
Si vous disposez d'ouvrages ou d'articles de référence ou si vous connaissez des sites web de qualité traitant du thème abordé ici, merci de compléter l'article en donnant les références utiles à sa vérifiabilité et en les liant à la section « Notes et références ».
Franz von Uchatius était un inventeur autrichien né le 20 octobre 1811 et décédé le 4 juin 1881. Il est l'inventeur du kinesticope, un des ancêtres du cinéma.